# Předseda vlády Sýrie
Předseda vlády Sýrie (arabsky رئيس وزراء سوريا‎), formálně nazývaný předseda Rady ministrů (arabsky رئيس مجلس الوزراء‎), byl hlavou vlády Syrské arabské republiky. Funkce předsedy vlády byla zrušena v roce 2025 druhou syrskou přechodnou vládou, kdy pozici hlavy vlády převzal prezident.

## Jmenování
Podle ústavy z roku 2012 předsedu vlády jmenoval prezident, stejně jako další ministry a členy vlády, které nový předseda vlády doporučil. Lidové shromáždění poté schválilo legislativní program nové vlády, než se nová vláda formálně ujala úřadu. Funkční období předsedy vlády nebylo ústavou nijak omezeno a někteří z nich vykonávali funkci vícekrát za sebou.